# حلق
حلق (به انگلیسی: Pharynx)، فضای میانی حفره دهانی و دستگاه‌های تنفس و گوارش است. گلو مجرایی ماهیچه‌ای-غشایی است که پلی میان بینی، حنجره و مری می‌سازد. گلو سه بخش دارد: گلوی بینی (Nasopharynx)؛ گلوی دهانی (Oropharynx)؛ گلوی حنجره (Laryngopharynx).
گلو چهارراهی است که به بینی و دهان از بالا و از پایین به مری و نای راه دارد. در جایی که دنباله مری است از اپیتلیوم سنگفرشی غیر شاخ لایه لایه، و در نزدیک حفرهٔ بینی از اپیتلیوم استوانه‌ای لایه لایه کاذب مژک‌دارِ دارای سلول‌های جامی پوشیده شده است. لوزه‌ها در گلو جای دارند. مخاط گلو همچنین غدد بزاقی مخاطی کوچک زیادی در لامینا پروپریای خویش (از جنس بافت همبند فشرده) دارد. عضلات منقبض‌کننده و طولی حلق، بیرون این لایه‌اند.